# Beurlay
 Beurlay  es una población y comuna francesa, situada en la región de Poitou-Charentes, departamento de Charente Marítimo, en el distrito de Saintes y cantón de Saint-Porchaire.

## Demografía
| 612 | 604 | 573 | 652 | 731 | 756 |
| Para los censos de 1962 a 1999 la población legal corresponde a la población sin duplicidades (Fuente: INSEE [Consultar]) |     |     |     |     |     |